# The Light of Asia (Elefant)

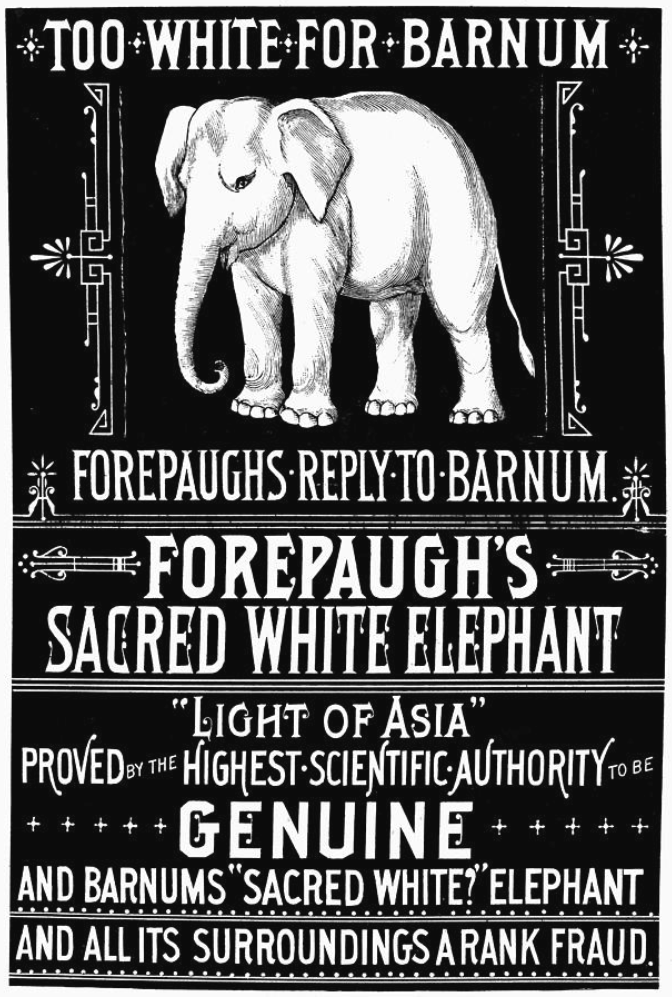
„Too white for Barnum“

The Light of Asia alias Tiny (* ca. 1884; † 16. Januar 1932 in Sarasota) war ein Elefant, der in Adam Forepaughs Zirkus als weißer Elefant präsentiert wurde. Er war ein Opfer des „Weiße-Elefanten-Krieges“ (englisch White Elephant War), der zwischen Forepaugh und P. T. Barnum geführt wurde.

## Der gefärbte Elefant
Laut einem Bericht in der New York Times vom 11. April 1884 war das Jungtier The Light of Asia, das damals noch Tiny hieß, bei dem Tierhändler William Cross in Liverpool gekauft und am 8. März 1884 nach New York verschifft worden, von wo es durch den Agenten Samuel Watson nach Philadelphia weiterbefördert worden war. Etwa drei Wochen bevor der Elefant verschifft wurde, hatte auf Geheiß Watsons eine Behandlung mit einer weiß- bis fleischfarbenen gips- und leimhaltigen Substanz begonnen, um den Elefanten zu bleichen. Das Gemisch war etwa 50-mal aufgetragen worden und hatte bei dem Tier schwere Hautirritationen ausgelöst, die mit Friar's balsam behandelt wurden. Obwohl der Elefant unter der Behandlung eindeutig litt, setzte Forepaugh, der im Jahr zuvor bereits ein kanariengelb gefärbtes Pferd zur Schau gestellt hatte, in Philadelphia den Bleichungsprozess fort.
Der Tierpfleger George Gillespie, der den Elefanten in Liverpool versorgt hatte, reiste auf dem Schiff Alaska in die USA. In New York kam laut dem Zeitungsbericht ein Mittelsmann Forepaughs an Bord, der Gillespie eine gut bezahlte Beschäftigung in Forepaughs Zirkus anbot. Die Bedingung war allerdings Stillschweigen über das Einfärben des Elefanten. Gillespie wandte sich jedoch in Philadelphia an die Pennsylvania Society for the Prevention of Cruelty to Animals und gab seine Beobachtungen zu Protokoll. Bestätigt wurden diese durch einen Begleiter Gillespies.

## Das Attentat
Forepaugh, der drei oder vier Ersatzelefanten in der gleichen Größe besaß, die eingefärbt werden sollten, falls The Light of Asia an der Prozedur sterben würde, stellte trotz der Pressemeldungen nach Gillespies Darlegungen das Tier als echten weißen Elefanten aus. Am 13. Mai 1884 feuerte ein unbekannter Täter durch die Wand des Zeltes, in dem The Light of Asia gezeigt wurde, fünf Pistolenschüsse auf den Elefanten ab. Sie richteten offenbar keinen größeren Schaden an, versetzten aber das Publikum in Panik.

## Der Hintergrund

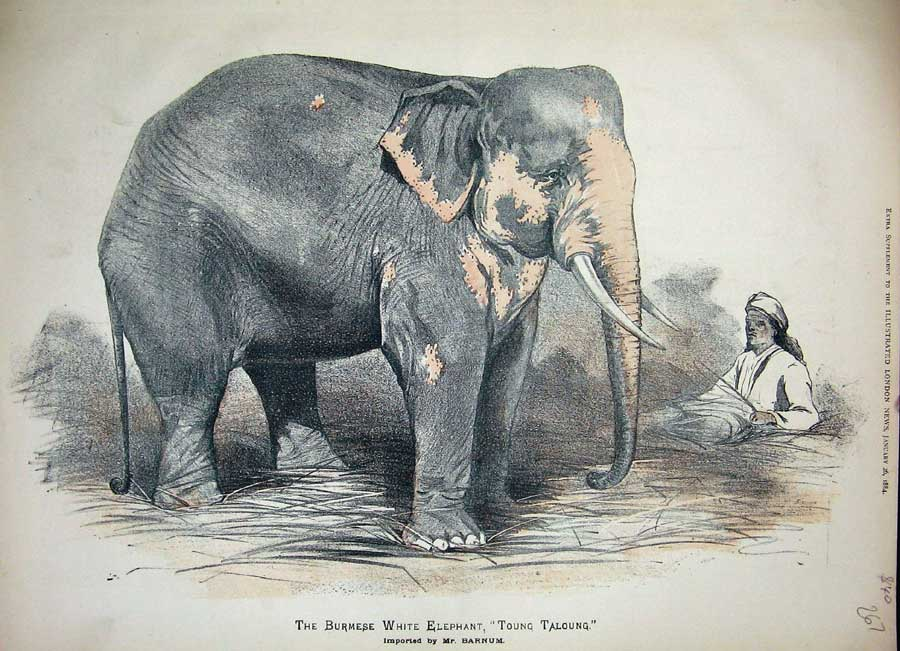
Toung Taloung

Zwischen Forepaugh und Barnum tobte schon seit Jahren ein harter Konkurrenzkampf. Barnum hatte Anfang 1884 in London den echten weißen Elefanten Toung Taloung präsentiert, der aus dem Besitz des Königs von Burma stammte, und ließ ihn dann in die USA transportieren, wo er im Madison Square Garden auftreten sollte. Wenige Tage vor diesem Auftritt konterte Forepaugh mit seinem Elefanten Light of Asia, der beim Publikum zunächst sogar besser ankam, weil er durch die Gipsbehandlung viel heller war als sein Konkurrent. Er behauptete, ihn in Algier gekauft zu haben.
Barnum wiederum reagierte auf diese Provokation, indem er einen seiner eigenen, normal gefärbten, Elefanten ebenfalls weiß übermalen ließ und ihn als einen weißen Elefanten nach Art Forepaughs präsentierte. Dieses Experiment veranlasste wiederum die New York Times am 21. April 1884, darüber zu spekulieren, was geschehen würde, wenn auch dunkelhäutige Menschen gebleicht werden könnten. Der Autor kam zu dem Schluss, dass dann Vertreter der "kaukasischen Rasse" als Nigger angesprochen und diskriminiert würden.
Schon am 27. April 1884 wurde in einem Zeitungsartikel dargelegt, dass der Beweis für die Fälschung erbracht war und nur Barnums Elefant tatsächlich von Natur aus eine helle Haut hatte. Bei einer Prüfung mit Wasser und Schwamm hatte der Journalist des Reading Eagle eindeutig feststellen können, dass The Light of Asia eigentlich eine dunkle Haut hatte. Auch zitierte er in seinem Artikel bereits eine Aussage des Presseagenten Barnums, der die jungen Leute ausfindig gemacht hatte, die das Tier in Liverpool eingefärbt hatten, sowie den Tierhändler Cross, der bestätigte, dass der Elefant aus Ceylon stammte und keineswegs zu den als heilig angesehenen weißen Exemplaren gehörte. Dennoch führte Forepaugh das Tier weiterhin als weißen Elefanten vor: The Light of Asia wurde immer in Tücher gehüllt zu seinen Auftritten geführt und im Rahmen einer angeblichen religiösen Zeremonie gezeigt. Aufmerksamen Beobachtern entging nicht, dass seine Haut, die zu Beginn der Woche immer strahlend weiß schien, im Laufe der Tage fleckig zu werden pflegte, doch versuchte Forepaugh mehrfach zu beweisen, dass das Tier nicht angemalt war. Er präsentierte sein Gutachten eines Sachverständigen und behauptete schließlich gar, ein Mitglied des siamesischen Hofes habe die Echtheit des weißen Elefanten bestätigt. Dem war aber wohl nicht so. Zusammen mit The Light of Asia ließ Forepaugh, dessen Co-Direktor R. F. Hamilton mit Mitarbeitern Verträge abschloss, die sie verpflichteten, Verfärbungen des Elefanten zu verhindern, später einen weißen Affen auftreten.

## Das Schicksal der Elefanten
Toung Taloung kam bei einem Brand am 20. November 1887 in Bridgeport ums Leben. Über das Schicksal des gefärbten Elefanten gibt es unterschiedliche Angaben. Manche Quellen behaupten, dass The Light of Asia unter seinem späteren Namen John noch eine lange Zirkuskarriere bei Forepaugh, Ringling und Ringling-Barnum beschieden gewesen sei und er erst am 16. Januar 1932 im Winterquartier in Sarasota starb. Es gibt aber auch Berichte, nach denen er, vergiftet durch die aufgetragene Farbe, schon am Ende seiner ersten Saison im Zirkus eingegangen sei. Als weiße Elefanten wurden jedenfalls beide Tiere nach dem Weiße-Elefanten-Krieg von 1884 nicht mehr vorgeführt.
Im Sarasota Herald vom 3. Mai 1935 erschien nochmals der Bericht des einstigen Presseagenten Barnums, David S. Thomas, in dem er offenlegte, dass George Gillespie und sein Begleiter keineswegs aus eigenem Antrieb und aus Tierschutzgründen in die USA eingereist waren, sondern von Barnum ausfindig gemacht und nach Amerika geholt worden waren. Sie hatten dann, so Thomas, tatsächlich bewiesen, dass The Light of Asia auf den Namen Tiny hörte, und Barnum hatte auch nachgewiesen, dass der angebliche Sachverständige, den Forepaugh beauftragt hatte, die Echtheit seines weißen Elefanten zu bestätigen, nicht dafür qualifiziert war.

## Sonstiges

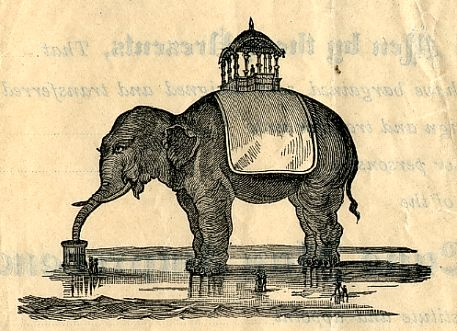
Das Bauwerk in Cape May

Im Jahr des Weiße-Elefanten-Krieges errichtete James V. Lafferty in Cape May ein elefantenförmiges Gebäude, das den Namen The Light of Asia erhielt. Es ist, anders als sein Vorgänger Lucy, nicht erhalten geblieben.